# 大井宿 (川越街道)
大井宿（おおいじゅく）は、川越街道（往還としての名称は川越児玉往還）にあった宿場。現在の埼玉県ふじみ野市（旧大井町）苗間に位置する。中山道の大井宿とは別である。

## 概要
江戸時代以前は大井郷と呼ばれる、後に開通する川越街道よりも東方に位置する村であった。寛永年間の川越街道の開通に伴い、街道沿いに村が移転、宿場町を形成してゆく。
幕末期には旅籠が５軒営業していたとされ、明治期に入ってからも新たに４軒が開業するなど、近村に無い賑わいを見せた。しかし明治14年（1881年）、15年（1882年）、25年（1892年）と三度の大火に見舞われ、徐々に衰退。現在は往時を偲ばせる面影はほとんど残っていない。
現在は国道254号沿いに商店、住宅、小学校などが並び、本陣跡にはカフェが建っている。

## 隣の宿
川越・児玉往還
大和田宿 - 大井宿 - 川越宿